# 액세스 게임스
액세스 게임스(Access Games, 일본어: 株式会社アクセスゲーム)는 비디오 게임의 계획, 개발, 배급, 그리고 소프트웨어, 데이터, 비디오 미디어의 연구, 개발, 배급을 전문으로 하는 일본의 기업이다. 이 기업은 원래 1996년 컴퓨터 그래픽스 제작사로 출발하였다.
2002년 1월 16일 이 기업은 게임 개발 부서를 시작하였고 자체적으로 비디오 게임 전문 기업으로 재구성했다. 2003년 9월 30일, 액세스 게임스는 디지털 미디어 랩의 자체 소유 자회사가 되었다. 본사는 도쿄도 주오구에 위치해 있지만 기업의 개발부서는 오사카시 주오구에 위치해 있다.

## 게임
- 전국 바사라
- 파이널 판타지 VIII